# Галузевий державний архів Міністерства закордонних справ України
Галузевий державний архів Міністерства закордонних справ України (ГДА МЗС України)

## Історія
У 1944 році створено Політвідділ Міністерства закордонних справ УРСР. У 1951 році створено Архів Міністерства закордонних справ УРСР. З 1993 року — Історико-архівне управління Міністерства закордонних справ України. З 31 березня 2004 року — Галузевий державний архів Міністерства закордонних справ України (ГДА МЗС України).

## Фонди
- 56 фондів, 500 тис. од. зб. за 1945-2004 рр.

## Керівники
- Колотілова Любов Миколаївна
- Шульга Олександр Олексійович